# 歌王子あび
歌王子あび（うたおうじあび、1992年2月5日 - ）は、日本のミュージシャン、歌手、作曲家、作詞家、ロックバンド『ベランパレード』のメンバー。宮崎県出身。

## 経歴

### 学生時代
高校時代に卒業記念として友人らと共に１日限りのコピーバンド『人間標本』を結成。THE BLUE HEARTS、ガガガSP、175R等の楽曲を演奏した。これが自身初めてのバンドだった。

### ベランパレード
- 2013年7月、ゴーヤ伊藤、当時『リリイジョン』のメンバーであったモッコリ、ゆりえちゃんとベランパレードを結成。
- 2016年10月、自身初の全国流通盤、1stミニアルバム『omoide fight club』を発売。1stミニアルバム発売記念として初のワンマンライブ『思い出ファイトクラブ』を予定。

## 人物
- ベランパレードすべての作詞作曲を担当。
- おかっぱ頭がトレードマーク。現在は伸ばしている。
- イラスト作成を得意としており、ベランパレードのほとんどのグッズのデザインを担当している。